# Felix Cappella
Felix Cappella, född 24 januari 1930, död 26 februari 2011, var en friidrottare från Kanada. Han deltog vid olympiska sommarspelen 1968.